# Nomindra gregory
Nomindra gregory là một loài nhện trong họ Gnaphosidae.
Loài này thuộc chi Nomindra. Nomindra gregory được Norman I. Platnick & Barbara Baehr miêu tả năm 2006.